# Matteo Palmieri
Pour les articles homonymes, voir Palmieri.
Matteo Palmieri (en latin Matthias Palmerius) est un humaniste et homme d'État italien du XVe siècle, né à Florence le 13 janvier 1406 (n. st.), mort dans la même ville le 13 avril 1475.

## Biographie
Il appartenait à une famille bourgeoise dont des membres avaient déjà occupé des charges dans la république de Florence. Son père Marco Antonio († 1428) était apothicaire, et Matteo travailla étant jeune dans la boutique. Mais il fit également les meilleures études : il fut l'élève de Sozomeno da Pistoia (d), Ambrogio Traversari et Carlo Marsuppini.
Fidèle partisan de la famille Médicis, il exerça des responsabilités publiques à partir de 1432 : un des huit sindaci del Podestà en 1432, un des sept ufficiali della Torre en 1433. En septembre 1434, il fit partie de la Balìa qui rappela Cosme de Médicis d'exil et bannit Rinaldo degli Albizzi. Il remplit ensuite de nombreuses missions diplomatiques auprès d'autres États italiens, fut en 1437/40 un des seize gonfalonieri di compagnia, en 1442 un des douze buonomini, en 1445 un des priori delle Arti, et en septembre-octobre 1453 gonfalonnier de justice. En 1455, il mena une ambassade à Naples auprès d'Alphonse d'Aragon. Il fut ensuite capitaine de la république de Volterra (une ville dépendant de la république de Florence). À ses funérailles, son oraison funèbre fut prononcée par Alamanno Rinuccini (it).

## Œuvre
Matteo Palmieri est l'auteur d'ouvrages à la fois en latin et en italien, langue dont il a défendu l'usage littéraire. Il a notamment écrit sur l'histoire :
- Chronicon seu De temporibus : chronique universelle s'étendant jusqu'en 1449 ; première édition imprimée, à Milan vers 1475, à l'initiative de Bonino Mombrizio, de la partie allant de 449 à 1449 (à la suite des Chroniques de saint Jérôme et de saint Prosper) ; autres éditions à Venise en 1483 (avec une continuation allant jusqu'en 1481 due à son homonyme Mattia Palmieri, de Pise[2]), à Paris en 1518 par Henri Estienne l'Ancien (avec une continuation jusqu'en 1512 d'un certain Jean Muttival, de Tournai), à Bâle en 1529, 1536 (avec le texte jusqu'en 1481) et 1559 (avec le texte jusqu'en 1512, et une continuation anonyme jusqu'en 1559) ;
- Vita Nicolai Acciaioli : biographie à la Plutarque de Niccolò Acciaiuoli, qui fut grand sénéchal du royaume de Naples, écrite en latin vers 1440 par Palmieri, traduite en italien par Donato Acciaiuoli, imprimée seulement dans cette traduction à Florence en 1588 (La vita di Nicolo Acciajoli descritta da Mattheo Palmieri e l'origine della famiglia degli Acciajoli) ;
- De captivitate Pisarum historia : monographie à la manière de Salluste sur la guerre contre Pise en 1405/06 (édité en 1656 par Levin Nicolaus Moltke, vice-chancelier du duc de Schleswig-Holstein, dans un recueil de pièces relatives à la papauté, puis dans les recueils de Pieter Burmann et de Ludovico Antonio Muratori) ;
- Annales ou Historia Florentina : histoire de Florence de 1432 à 1474 (en latin jusqu'en 1445, puis en italien jusqu'en 1466, puis à nouveau en latin), texte resté en manuscrit à l'époque ;
- Ricordi fiscali : mémoires sur les mesures fiscales prises à Florence depuis l'établissement du cadastre en 1427 jusqu'à peu avant sa mort en 1475, source précieuse pour l'histoire économique de la cité au XVe siècle.

Mais les plus célèbres de ses écrits sont les deux suivants :
- Della vita civile, dialogue en quatre livres écrit en italien dans les années 1430 (publié vers 1439), exposé de la nouvelle éthique sécularisée des humanistes ; premier livre sur l'éducation des enfants, deuxième et troisième sur le citoyen et ses vertus en situation de paix ou de guerre, quatrième de façon plus large sur l'homme comme être social, le rapport entre l'utile et l'honorable, l'individuel et le collectif, etc. ; à la fin, récit d'un voyage dans l'au-delà où Charlemagne explique le lien entre devoir social et récompense divine ; imprimé à Florence en 1529 par les Giunta, et plusieurs fois ensuite ; une traduction française publiée peu après (La Vie civile de maistre Mathieu Palmier, traduite par Claude Des Rosiers, Paris, Jean Longis, 1557) ;
- La città di vita, poème théologique en trois livres achevé vers 1464, composé en tercets italiens à l'imitation de la Divine Comédie de Dante ; étant à Pouzzoles avec le roi Alphonse, l'auteur va de là à Cumes, où la sibylle lui apparaît en songe et le conduit à travers les sphères des planètes jusqu'aux Champs Élysées, qui se trouvent sous la sphère des étoiles fixes, et où il voit des anges qui, selon une doctrine inspirée d'Origène, sont restés neutres au moment de la rébellion de Lucifer, et depuis sont envoyés sur terre pour s'incarner dans des corps (les âmes humaines) et choisir alors entre le bien et le mal ; poème non imprimé à l'époque, qui valut à son auteur, après sa mort, une condamnation de l'Inquisition.

## Histoire de l'art

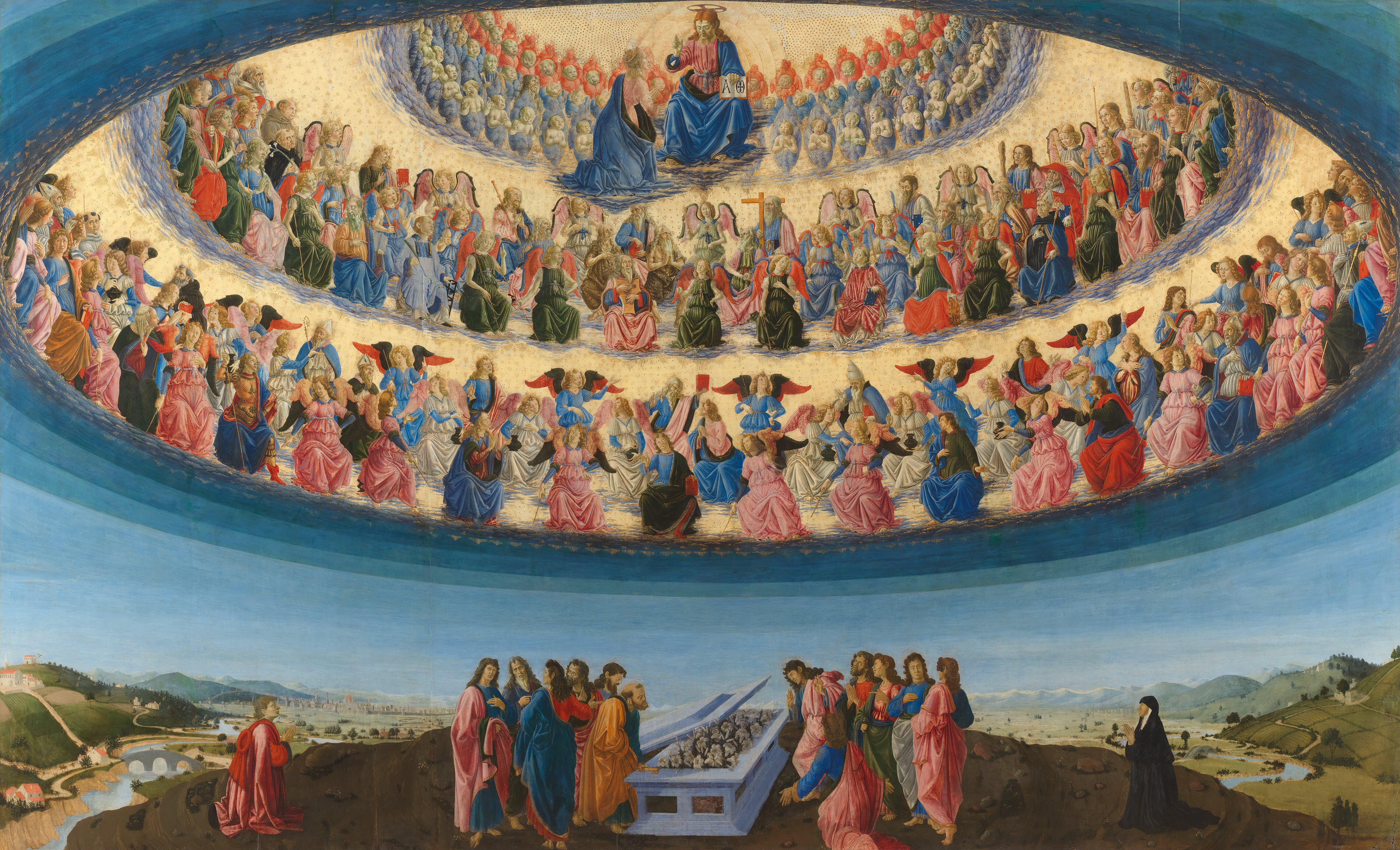
L'Assomption de la Vierge de Francesco Botticini

Le tableau intitulé L'Assomption de la Vierge de Francesco Botticini (actuellement à la National Gallery) a été réalisé pour la chapelle Palmieri de l'église San Pier Maggiore de Florence, où Matteo fut inhumé, sans doute vers le temps de sa mort en 1475. Il y est représenté comme donateur en prière avec sa femme Niccolosa de' Serragli (vêtue en bénédictine), de part et d'autre de la tombe ouverte de la Vierge. Dans la partie supérieure de l'image, représentant le ciel, on voit les neuf chœurs des anges (en trois degrés). De manière inhabituelle, les saints sont incorporés dans les rangs des anges, ce qui semble refléter la théologie non conformiste du poème La città di vita. Après la condamnation de son poème pour hérésie, le corps de Palmieri aurait été retiré de l'église San Pier Maggiore.

## Éditions récentes
- Margaret Rooke (éd.), Libro del poema chiamato Città di vita composto dal Matteo Palmieri Florentino, Smith College studies in modern languages, vol. VIII (N° 1-4) et IX (n° 1-4), Northampton, Mass., 1927-28.
- Gino Belloni (éd.), « Protesto fatto per Matteo Palmieri gonfaloniere di compagnia innanzi a' Signori e Collegi e altri Uffici », Studi e problemi di critica testuale 16, 1978, p. 41-48.
- Gino Belloni (éd.), La vita civile, Studi e testi (Istituto nazionale di studi sul Rinascimento), 7, Florence, Sansoni, 1982.
- Elio Conti (éd.), Matteo Palmieri. Ricordi fiscali (1427-1474), Rome, Istituto storico italiano per il Medioevo, 1983.
- Serge Stolf (traducteur), La Vie civile de Matteo Palmieri, Paris, Classiques Garnier, 2022.

Les ouvrages historiographiques de Palmieri ont été édités par Gino Scaramella dans la collection Rerum italicarum scriptores (en) (nouvelle série) : le De captivitate Pisarum liber dans le vol. 19-2 (Città di Castello, 1894) ; le Liber de temporibus et les Annales dans le vol. 26-1 (Città di Castello, 1906-15) ; la Vita Nicolai Acciaioli dans le vol. 13-2 (Bologne, 1934).